# Chronologie de l'Inde

Exemple d’une ligne du temps de l’histoire indienne

La chronologie de l'Inde comprend les principaux changements juridiques et territoriaux et les événements politiques survenus en Inde et dans les États qui l'ont précédée.

## L'Inde ancienne
La civilisation indienne se forme. L'Inde est en contact avec l'occident après l'expédition d'Alexandre le Grand. Elle commerce avec l'Empire romain et la Chine. 
Le védisme se transforme en hindouisme, le bouddhisme et le jaïnisme apparaissent. Des pèlerins chinois viennent en Inde à la recherche de textes bouddhistes.
Les dynasties Chola, Pandava, Pandyan prospèrent dans le pays dravidien au sud.
L'Inde connaît les premières incursions musulmanes.

### Préhistoire
- -2700 Civilisation de la vallée de l'Indus
- -1000 D'après la théorie de l'invasion aryenne, les Aryens colonisent la vallée du Gange.
- -900 Guerre mythique du Mahābhārata
- -800 D'après la théorie de l'invasion aryenne, les Aryens colonisent le Bengale ; Début de l'âge épique : le Mahâbhârata est composé, première version du Rāmāyana

### Période de formation
- -600 Début de l'hégémonie du Magadha
- -566 Naissance de Siddhartha Gautama (Bouddha).
- -550 Composition des Upanishads.
- -544 Bouddha atteint l'éveil. Règne de Bimbisara. (fin en -493)
- -528 Naissance de Mahavira.
- -518 Le perse Darius Ier fait la conquête du Gandhara et de la vallée de l'Indus. (fin en -515)
- -486 Décès de Bouddha
- -327 Incursion d'Alexandre le Grand au Pendjab. L'histoire de l'Inde commence à être datée avec précision.
- -324 Chandragupta Maurya défait Seleukos Nikator.
- -322 Les Maurya accèdent au pouvoir ; Chandragupta fonde le premier empire indien.
- -315 Mégasthènes est envoyé en ambassade par Seleukos Nikator à la cour des Maurya.
- -272 Début du règne d'Ashoka
- -206 Antiochos III envahit le nord-ouest de l'Inde.
- -204 Premières missions bouddhiques à Ceylan en provenance du Magadha.
- -180 Chute de l'empire Maurya ; les Sunga accèdent au pouvoir.
- -145 Le roi Erata de Chola conquiert l'île de Ceylan.
- -60 Les Sakas ou Scythes prennent Taxila et pénètrent en Inde jusqu'au Goujerat.
- -50 Le roi Kharavela du Kalinga s'empare du nord-est de l'Inde.
- -30 La dynastie des Satavahana accède au pouvoir dans le Deccan.
- 50 Les Kushana et Kanishka. L'apôtre Thomas arrive dans le delta de l'Indus.
- 52 L'apôtre Thomas arrive à Mylapore (Chennai) pour évangéliser l'Inde.
- 96 À la suite d'un schisme du bouddhisme, une religion populaire (Mahâyâna = Grand Véhicule) apparaît en Inde.
- 104 On commence à utiliser des représentations de Bouddha à la place de motifs abstraits comme éléments décoratifs.
- 162 Arrien publie Indika un ouvrage sur l'Inde et ses habitants, d'après les carnets de Nearkhos (Néarque) un compagnon d'armes d'Alexandre.
- 189 Pantaenus, envoyé par l'évêque d'Alexandrie en Inde pour prêcher le christianisme, rencontre peu de succès.

### Période classique
- 351 Invention d'un procédé permettant l'extraction du sucre de la canne.
- 320 Chandragupta Ier fonde la dynastie des Gupta
- 350 Les Huns envahissent la Perse et l'Inde. Avènement de la Pallava
- 355 Début du règne de Samudragupta(fin en 375)
- 360 Samudragupta conquiert le nord de l'Inde et la majeure partie du Dekkan.
- 375 Début du règne de Chandragupta II ; Âge d'or de la Renaissance littéraire des Gupta
- 400 Début du séjour du voyageur chinois Faxian (Fa Hien). (fin en 413)
- 414 Le Chinois Faxian, de retour en Chine, décrit l'Inde comme un pays humain, riche et heureux.
- 415 Début du règne de Kumaragupta I
- 433 Les Pandya s'établissent à Ceylan.
- 436 Début du règne de Simhavarman Pallava (fin en 438)
- 455 Skandagupta accède au trône. (fin en 467)
- 460 Les Shvetahuna s'installent dans le Gandhara.
- 476 Naissance de l'astronome Aryabhatta
- 497 Siddantha, le livre sacré du Jaïnisme est achevé.[réf. nécessaire]
- 543 Début du règne de Pulakeshin Ier, roi Chalukya. (fin en 566
- 538 Invention du système décimal.
- 606 Début du règne de Harshavardhana, roi de l'Inde du Nord. (fin en 647)
- 622 Début de l'ère de l'Hégire
- 624 Les Chalulyas orientaux accèdent au pouvoir.
- 630 Début du séjour du voyageur chinois Hiuen Tsang (Xuanzang) en Inde. (fin en 644)
- 643 Invasion du Sind par les Arabes
- 671 Début du séjour du voyageur chinois Yijing en Inde. (fin en 695)
- 685 Les Arabes prennent Kaboul.
- 700 Début du règne de Yasovarman, roi de Kanauj. (fin en 740)
- 711 Invasion du Sind par Muhammad ibn-Qasim
- 725 Début de la construction du temple Kailâsa, à Ellorâ. (fin en 755)
- 735 Les Parsis - des perses zoroastriens - fuyant les persécutions musulmanes, s'installent en Inde.
- 736 Lalitaditya du Cachemire qui contrôle le nord de l'Inde envoie une ambassade en Chine.
- 743 L'hindouisme réussit sa contre-réforme contre le bouddhisme en Inde.

### Période médiévale
- 750 La construction du complexe de temples hindous de Bhubaneswar commence à cette époque.
- 760 Les Arabes font un raid sur Kaboul.
- 786 Les Arabes font un second raid sur Kaboul.
- 800 Le shivaisme supplante le bouddhisme au Cachemire.
- 802 Les Rashtrakuta défont une confédération composée par les Pallava, les Ganga, les Pandya et les Kerala.
- 830 Début du règne des Chandela en Inde centrale. (fin en 1203)
- 850 Les Chola s'emparent de Thanjavur dans le sud.
- 870 Début du règne d'Aditya, roi de Thanjavur. (fin en 907)
- 885 Aditya combat les Pallava qui entament leur déclin.
- 890 Les Chola dominent le sud de lInde. (fin en 1279)
- 893 Fin de la dynastie Pallava.
- 900 Inventé en Inde, le jeu d'échecs se répand en Arabie.
- 950 Début de la construction des temples de Khajuraho. (fin en 1050)
- 973 Les Chalukyas dominent le Maharashtra.
- 985 Début du règne de Rajaraja I Chola, le grand
- 1001 Défaite de Jaipal par Mahmud de Ghazni
- 1014 Début du règne de Rajendra I, roi chola en Inde du Sud. (fin en 1044)
- 1015 Ambassade des Chola en Chine.
- 1025 Mahmud de Ghazni met à sac le temple de Somnath. Il pillera 17 fois l'Inde du Nord.
- 1076 Hégémonie des Pandya de Madurai dans le sud de l'Inde. (fin en 1380)
- 1142 Au Bengale, les Sena succèdent aux Pala.
- 1150 Dislocation de l'empire Chola et émancipation de Ceylan.

## Le Sultanat de Delhi
L'islam s'installe en Inde. 

## Les grands Moghols
Les Moghols s'installent en Inde. Ils unifient une grande partie du pays, puis leur puissance se délite, tandis que les Européens s'installent.

## La période marathe
L'Empire marathe est un sursaut contre la domination musulmane. Los Portugesh finissent par se cantonner à Goa, Daman et Diu, les Français n'ont pas de vision politique, les Britanniques mesurent l'intérêt économique de l'Inde.

## L'Inde britannique et le Raj britannique
L'Inde est sous contrôle de la Compagnie anglaise des Indes orientales. Les Britanniques changent les structures du pouvoir en Inde pour la contrôler. Ils appuient leur révolution industrielle sur l'exploitation de sa richesse.
En 1857, la révolte des Cipayes est une première tentative de retrouver l'indépendance, mais celle-ci ne viendra qu'en 1947.

## De l'indépendance à nos jours
La ligue musulmane obtient un état séparé, le Pakistan, contrairement au souhait de Gandhi. Le Pakistan oriental se rend indépendant et devient le Bangladesh. Le problème du Cachemire reste une source de conflit entre l'Inde et le Pakistan.
- 1947 :
  - 3 juin Annonce du plan de Lord Mountbatten pour la partition des Indes.
  - 15 août Indian Independence Act : partition des Indes et indépendance. Jawaharlal Nehru, originaire du Cachemire, est le 1er premier ministre de l'Inde indépendante.
  - 22 août Des tribus pathanes, venues du Pakistan, pénètrent au Cachemire.
  - 26 octobre Le raja du Cachemire accepte une adhésion conditionnelle de son territoire à l'Inde.
- 1948 : 30 janvier Gandhi est assassiné par un extrémiste hindou.
- 1949 : 1er janvier Cessez-le-feu au Cachemire.
- 1950 : 26 janvier La Constitution de l'Union indienne entre en vigueur..
- 1955 : L'Inde participe à la conférence de Bandung en Indonésie, fondant le mouvement des pays non-alignés.
- 1956 : Réorganisation territoriale des États de l'Union indienne, en fonction des aires linguistiques.
- 1962 : Guerre sino-indienne dans l'Himalaya. L'Inde perd l'Aksai Chin.
- 1964 : 27 mai Décès de Jawaharlal Nehru.
- 1965 : Deuxième Guerre indo-pakistanaise au Cachemire du 5 août au 22 septembre
- 1966 : Indira Gandhi devient premier ministre, le 24 janvier.
- 1971 : Troisième guerre indo-pakistanaise : le Pakistan oriental devient indépendant sous le nom de Bangladesh.
- 1972 : L'Inde et le Pakistan signent les accords de Simla.
- 1974 : L'Inde procède à son premier essai nucléaire souterrain à Pokharan au Rajasthan, le 18 mai.
- 1975 : Son élection étant invalidée par la Haute Cour, Indira Gandhi proclame, le 26 juin l'état d'urgence qui restera en vigueur jusqu'en mars 1977.
- 1977 : Première défaite électorale nationale du Parti du Congrès, la coalition du Janata Party arrive au pouvoir.
- 1980 :
  - Fondation du Bharatiya Janata Party (BJP), parti nationaliste hindou.
  - Retour d'Indira Gandhi au pouvoir après sa victoire aux élections.
- 1984 : Opération Blue Star : l'armée investit le Temple d'or d'Amritsar, le 5 juin. Indira Gandhi est assassinée par ses gardes du corps sikhs, le 31 octobre. Catastrophe industrielle majeure à Bhopal le 2 décembre.
- 1987 : Un accord est signé entre l'Inde et le Sri Lanka pour l'envoi d'une force de maintien de l'ordre dans le nord de l'île. Elle y restera 3 ans.
- 1989 : Victoire électorale de la coalition menée par le Janata Dal.
- 1990 :
  - Le Jammu-et-Cachemire est placé sous administration présidentielle directe.
  - Le Premier ministre V.P. Singh met en place des quotas en faveur des basses castes (OBC) dans l'administration et les universités.
- 1991 : Rajiv Gandhi est assassiné le 21 mai par des membres du LTTE, le mouvement de libération du nord du Sri Lanka. Le nouveau premier ministre, Narasimha Rao, rompt avec le protectionnisme indien et présente une politique économique plus libérale.
- 1992 : La démolition de la mosquée de Bâbur ou Babri Masjid, censée être construite sur le site d'un temple à Râma, 6 décembre à Ayodhya dans l'Uttar Pradesh entraîne des émeutes entre communautés hindoue et musulmane dans l'Inde entière.
- 1994 : Une résolution des deux chambres du parlement indien refuse de l'autonomie de l'État du Jammu-et-Cachemire.
- 1997 : Affrontements entre troupes indiennes et pakistanaises, en août, à la frontière du Jammu-et-Cachemire dans la région de Kargil.
- 1998 : Les élections générales amènent au pouvoir le BJP. 11 et 13 mai essais nucléaires de l'Inde. 28 et 30 mai essais nucléaires du Pakistan. En octobre, des soldats de l'armée pakistanaise s'infiltrent en Inde.
- 1999 : Combats sur les hauteurs du Cachemire.